# Polybranchidae
Polybranchidae är en familj av snäckor. Polybranchidae ingår i ordningen säcktungor, klassen snäckor, fylumet blötdjur och riket djur.